# Bezirk Antón
Antón ist ein Bezirk (distrito) der Provinz Coclé in Panama. Die Einwohnerzahl betrug laut Volkszählung 2023 59.194.

## Gliederung
Der Bezirk Antón ist administrativ in folgende Corregimientos unterteilt:
- Antón
- Cabuya
- El Chirú
- El Retiro
- El Valle
- Juan Díaz
- Río Hato
- San Juan de Dios
- Santa Rita
- Caballero